# Siedleczka
Siedleczka – wieś w Polsce położona w województwie podkarpackim, w powiecie przeworskim, w gminie Kańczuga.
Prywatna wieś szlachecka, położona w województwie ruskim, w 1739 roku należała wraz z folwarkiem do klucza Kańczuga Lubomirskich. W latach 1975–1998 miejscowość administracyjnie należała do województwa przemyskiego.

## Części wsi
| SIMC    | Nazwa | Rodzaj    |
| ------- | ----- | --------- |
| 0604502 | Budy  | część wsi |
| 0604519 | Mijów | część wsi |
| 0604525 | Młyn  | część wsi |

## Historia Siedleczki
W 1390 r. Siedleczka należąca do klucza kańczudzkiego, była własnością Tarnowskich. Potem dokumenty wymieniają Siedleczkę w 1448 r., kiedy właścicielką tych terenów są Kmitowie.
4 kwietnia 1448 r. Małgorzata Kmita Mościcowa z Dynowa w spisie odnotowana jest jako właścicielka Hadli i Jawornika Polskiego oraz wsi Hyżne, Szklary, Harta i Dylągówka. Z dokumentu spadkowego zawartego w 1470 r., pomiędzy Janem Pileckim, a Wacławem, księciem opolskim, gdzie wymienione są wsie z klucza łańcucko-kańczudzkiego: Soleczska (Siedleczka), Hadle, Kraczkowa (Neudorf), Krzemyenycza, Wissoka, Halwygowa (Albigowa), Markowola (Markowa), Sanyna (Schonerwalt, Sonina), Kossina, Rogoszno, Głuchow, Jordanowa Wola, Syetesza (Sietesz), Gacz, Ostrów, Malawa, Hanczlowa (Henselshof,Handzlówka), Hussow, Hadle, Wolycza, Schwyathoslaffkowwa Wola.
W 1498 r. napad tatarski spowodował wyludnienie wsi. Wielu mieszkańców zginęło, część dostała się do niewoli i została wywieziona do Turcji i Macedonii.
W XV w. oprócz Kmitów właścicielami Siedleczki są Pileccy. Byli oni panami Kańczugi i okolic przeszło 200 lat. Następnie na przeszło 100 lat wieś przechodzi do Ostrowążów, a po roku 1623 właścicielami są Lubomirscy.
W 1812 roku Siedleczka dostaje się w ręce Kellermanów, których dobra wynosiły 220 morgów. Reszta to własność chłopów. Właściciel dóbr mieszkał w Żuklinie. W Siedleczce natomiast mieszkał zarządca dóbr Kellermana.